# Juno (песня)
«Juno» — песня американской певицы и автора-исполнителя Сабрины Карпентер из её шестого студийного альбома Short n’ Sweet (2024). Карпентер написала её вместе с Эми Аллен и продюсером Джоном Райаном. Песня стала десятым треком альбома 23 августа 2024 года, когда альбом был выпущен лейблом Island Records.

## История
В январе 2021 года Сабрина Карпентер подписала контракт с Island Records. В марте 2024 года она объявила, что работает над шестым студийным альбомом, исследуя новые жанры и ожидая, что он станет предвестником новой главы в её жизни. В преддверии своего выступления на фестивале Коачелла Карпентер объявила, что сингл под названием «Espresso» будет выпущен 11 апреля 2024 года. Песня имела неожиданный успех, став её первым синглом номер один в чарте Billboard Global 200 и первой песней, вошедшей в топ-10 Billboard Hot 100. За ней последовал сингл «Please Please Please» (2024), который достиг первого места в Billboard Hot 100.
До официального объявления по всему Нью-Йорку стали появляться рекламные щиты с твитами о росте Карпентер. 3 июня 2024 года она объявила, что альбом, названный Short n' Sweet, будет выпущен Island Records 23 августа 2024 года, и показала обложку. Треклист был обнародован 9 июля 2024 года.
Карпентер написала песню «Juno» вместе с Эми Аллен и её продюсером Джоном Райаном. Песня стала доступна для цифрового скачивания в альбоме, который вышел 23 августа 2024 года.

## Композиция
Продолжительность «Juno» составляет 3 минуты 43 секунды. Она была записана в студии Santa Ynez House, Playpen в Калабасасе, Калифорния. Райан спродюсировал и запрограммировал песню, а также сведя её вместе с Джеффом Ганнелом. Райан играет на барабанах, гитаре, клавишных, перкуссии и бас-гитаре. Натан Дантцлер сделал мастеринг при содействии Харрисона Тейта, а Мэнни Маррокин смикшировал его в Larrabee Sound Studios в Лос-Анджелесе при содействии Зака Перейры, Энтони Вильчиса и Трея Стейшена.
В музыкальном плане «Juno» была названа поп-песней. Джейсон Липшутц из Billboard описал песню как «отголосок 80-х», в которой Карпентер использует двойные намёки, например, рифмуя «high-fived» с «objectified», а бридж строится к единственному заявлению: «You make me wanna make you fall in love». Джейк Вишванат из Bustle считает, что в песне «поп-роковый грув в стиле Шерил Кроу, пришедший прямо из начала 2000-х».
Слова песни «Juno» отсылают к фильму 2007 года «Джуно». В них рассказывается о том, что Карпентер испытывает настолько сильное влечение к мужчине, что хочет забеременеть от него. Прямая отсылка к фильму содержится в заглавных строках припева песни, где Карпентер использует выражение «сделай меня Джуно» в значении «сделай её беременной»: «Если ты любишь меня правильно, то кто знает? / Я могу позволить тебе сделать меня Джуно». Она выражает желание позволить ему «запереть меня» и хвалит себя, заявляя: «Одна я милая, но две?». Исходя из своего влечения к мужчине, она также хвалит генетику, доставшуюся ему от отца.

## Отзывы
Липшутц поставил «Juno» на первое место среди двенадцати треков альбома; по его мнению, запоминающаяся лирика кажется подходящей для трендов TikTok и цитат из социальных сетей, но именно умелое использование Карпентер двойных намёков по-настоящему завораживает, демонстрируя поп-экспертизу Карпентер с очевидной лёгкостью. Авторы Rolling Stone считают, что в песне содержится «очаровательная отсылка к поп-культуре на века» и что авторство Карпентер не стоит недооценивать. Сэм Прэнс из Capital считает, что песня «возбуждающая и романтичная, и звучит как поп-классика в процессе создания». Карл Уилсон из Slate считает, что она и трек «Bed Chem» — «самые сексуальные» в альбоме. Алекс Хоппер, написавший рецензию для American Songwriter, считает, что «хотя у неё много сексуально заряженных треков, немногие из них такие же искренние, как этот» и что он более откровенен, чем другие, где она использует намёки.

## Чарты

### Еженедельные чарты
| Чарт (2024—2025)                           | Высшая позиция |
| ------------------------------------------ | -------------- |
| Австралия (ARIA)                           | 19             |
| Канада (Billboard Canadian Hot 100)        | 25             |
| Мир (Billboard Global 200)                 | 22             |
| Ирландия (IRMA)                            | 14             |
| Новая Зеландия (Recorded Music NZ)         | 19             |
| Филиппины (Philippines Hot 100, Billboard) | 26             |
| Португалия (AFP)                           | 54             |
| Сингапур (RIAS)                            | 16             |
| Великобритания (UK Singles Chart)          | 24             |
| США (Billboard Hot 100)                    | 22             |

## Сертификации
| Регион                                                                      | Сертификация | Продажи |
| --------------------------------------------------------------------------- | ------------ | ------- |
| Австралия (ARIA)                                                            | Платиновый   | 70 000  |
| Канада (Music Canada)                                                       | Платиновый   | 80 000  |
| Новая Зеландия (RMNZ)                                                       | Золотой      | 15 000  |
| Великобритания (BPI)                                                        | Серебряный   | 200 000 |
| США (RIAA)                                                                  | Золотой      | 500 000 |
| Данные о продажах + прослушиваниях приведены только на основе сертификации. |              |         |